# Johanna Erzberger
Johanna Franziska Erzberger (* 1976 in Darmstadt) ist eine deutsche römisch-katholische Theologin mit Schwerpunkt Altes Testament und derzeit Inhaberin des Laurentius-Klein-Lehrstuhls in Jerusalem.

## Leben
Johanna Erzberger wuchs in Darmstadt (gemeinsam mit ihrer Schwester) auf und war Schülerin der katholischen Edith-Stein-Schule. Erzberger begann ihre universitäre Laufbahn 1997 und studierte in Mainz, Jerusalem und Münster Katholische Theologie sowie Germanistik und Philosophie. In Jerusalem nahm sie am Programm des Theologischen Studienjahres (1999/2000) teil.  Neben den fachlichen Schwerpunkten biblischer Studien sowie interreligiösem und ökumenischem Dialog besuchte Erzberger in dieser Zeit auch den Sinai, was sie als sehr prägend beschreibt.
Nach Abschluss ihres Studiums arbeitete Erzberger am Lehrstuhl für Altes Testament der Katholisch-Theoligen Fakultät der Westfälischen Wilhelms-Universität Münster und promovierte in dieser Zeit in Salzburg. Nach erfolgreicher Promotion arbeitete Erzberger an verschiedenen Universitäten und Lehreinrichtungen in Kassel, Münster, Paris, Pretoria, Cardiff, Ramat Gan und Bochum. Außerdem wirkte sie an der Revision der Einheitsübersetzung der Bibel im Auftrag der Deutschen Bischofskonferenz mit.
Seit 2019 leitet sie als Dekanin das Theologische Studienjahr an der Dormitio-Abtei und ist in dieser Funktion Professorin der Päpstlichen Universität Sant’ Anselmo in Rom, mit der das Studienjahr akademisch verbunden ist. Sie folgte im Amt dem 2021 verstorbenen Dogmatiker Ulrich Winkler.

## Trivia
Der Bruder ihres Urgroßvaters väterlicherseits war Matthias Erzberger, der ein bekannter deutscher Publizist und Politiker im Kaiserreich und in der Weimarer Republik war und durch nationalistische Kräfte ermordet wurde.

## Veröffentlichungen (Auswahl)
- Kain, Abel und Israel. die Rezeption von Gen 4,1 – 16 in rabbinischen Midraschim, BWANT 192, Stuttgart 2011.
- Nebuchadnezzar, Judah, and the Nations. Shifting Frames of Reference in Jer 25, in:  Die Septuaginta – Geschichte, Wirkung, Relevanz, WUNT 405, hrsg. v. Martin Meiser et al, Tübingen 2018, S. 685–700.
- „Sogar die Wände haben Ohren“. Kohelet 10,20, in:  Coole Sprüche, hrsg. v. Eleonore Reuter, Stuttgart 2013, S. 22–24.
- Wohlgefallen, in: www.bibelwissenschaft.de (30. Mai 2022).
- Mit Martin Ebner, Bibel im Spiegel sozialer Milieus: eine Untersuchung zu Bibelkenntnis und -verständnis in Deutschland, Münster 2008.